# Don Carlos (film 1909)
Don Carlos, noto anche come Don Carlos (Una tragedia alla Corte di Spagna - 1545), è un cortometraggio muto del 1909 diretto da Mario Caserini.

## Distribuzione
- Danimarca: 18 maggio 1909, come "Don Carlos"
- Francia: maggio 1909, come "Don Carlos"
- Germania: 29 maggio 1909, come "Don Carlos"
- Italia: maggio 1909, come "Don Carlos"
- Regno Unito: maggio 1909, come "Don Carlos (Tragedy at the Court of Spain)"
- USA: 13 settembre 1909, come "Don Carlos"